# مجزرة باتافيا 1740
مجزرة باتافيا هي مجزرة منظمة حدثت للإندونيسيين الصينيين في مدينة باتافيا (جاكارتا حالياً) في الهند الشرقية الهولندية. استمر العنف داخل المدينة من 9 أكتوبر 1740 حتى 22 أكتوبر، مع القليل من المناوشات التي استمرت لشهر نوفمبر من نفس العام. قدر المؤرخون أن عدد الضحايا من الإندونسيين الصينيين وصل إلى 10,000 ويتراوح عدد الذين نجوا من هذه المذبحة ما بين 600 إلى 3000 شخص فقط.
وفي سبتمبر 1740، بسبب الشغب الذي أُثير بين الشعب الصيني، والذي أشعله الكبت الذي تمارسه الحكومة ضد الشعب وتقليل أسعار السكر، أصدر الحاكم العام الهولندي أدريان فالكنير قرار أن أي احتجاج من قبل الشعب سوف يقابله إطلاق للرصاص. في 7 من أكتوبر، قام المئات من الإندونيسيين الصينيين، وكثير منهم يعملون في مصانع السكر بقتل 50 جندي هولندي؛ مما أدى إلى مصادرة الأسلحة من العامة الصينية وفرض حظر التجول عليهم من قبل القوات الهولندية. وبعد يومين، انتشرت شائعات عن أعمال الصينيين الوحشية مما أثار البعض الجماعات العرقية الباتافية لحرق منازل الصينيين التي تقع بجانب مجرى بيسار النهري، وأيضاً قام بعض الجنود الهولنديين بإطلاق النار على هذه المنازل. وفوراً ساد العنف في باتافيا، وقُتل الكثير من الصينيين. وبالرغم من أن الحاكم العام فالكنير نادى بالصفح عن الجميع إلا أن بعض العصابات الخارجين عن القانون استمروا في تتبع الصينيين وقتلهن حتى 22 من شهر أكتوبر، وذلك عندما نادى الحاكم العام بالحد من العداء والعنف. وأستمرت المصادمات لمدة يومين بين القوات الهولندية وعمال السكر مثيري الشغب. وبعد عدة أسابيع من المناوشات القليلة اعتدت القوات الهولندية على حصون طواحين السكر الصينية في المنطقة.
وفي العام التالي، الهجمات التي شُنت على الإندونسيين الصينيين في جاوة أشعلت حرب جاوة، التي استمرت لمدة عامين، والتي إتحد فيها الإندونسيون الصينيون مع الجاويين ضد القوات الهولندية. وعندما تم استدعاء فالكنير في هولندا لاحقاً نسبت إليه تُهم تدينه في هذه المذبحة. والجدير بالذكر أن هذه المذبحة كانت لها تأثير عميق في الأدب الهولندي.

## الخلفية
خلال السنوات الأولى من الاحتلال الهولندي للهند الشرقية (إندونيسيا حالياً)، وتم التعاقد مع أشخاص ذوي أصول صينية للعمل كفانين محترفين في بناء بتافيا على الساحل الشمالي الغربي لجزيرة جاوة. وعملوا أيضاً كتجار، وعمال في صناعة السكر وأصحاب متاجر. وأزدهر الاقتصاد بسبب التجارة بين الهند الشرقية والصين من خلال ميناءباتافيا مما أدى إلى زيادة الهجرة الصينية إلى جاوة. وهذا أدى إلى ازدياد عدد الأندونيسيين الصينيين حتى وصل إلى 10000 في عام 1740. وآلاف غيرهم عاشوا خارج جدران المدينة. ولذلك أمرتهم قوات الاحتلال الهولندية على حمل الاوراق الموثقة وقامت بترحيل كل من لا يطيع الأمر إلى الصين.

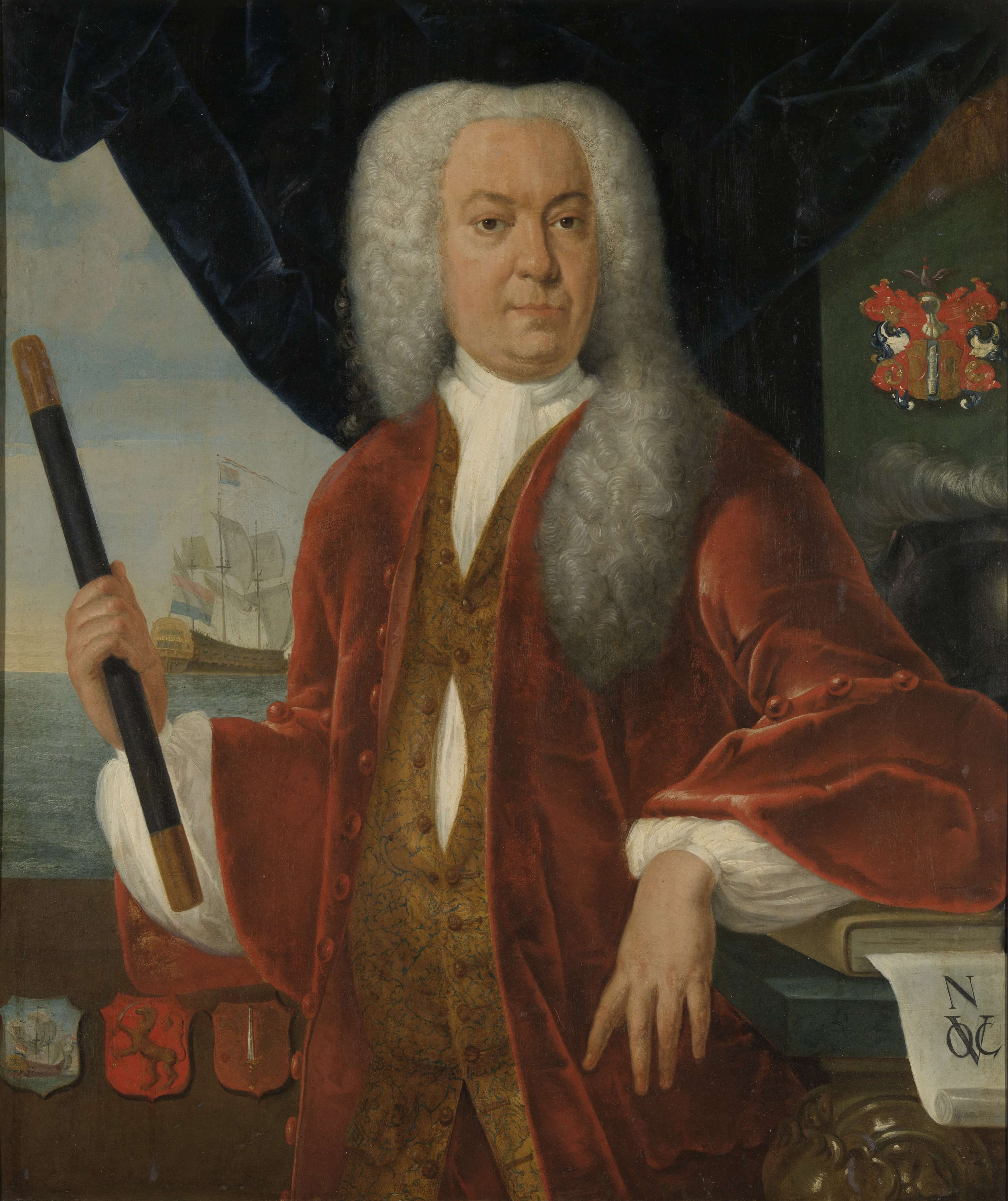
أدريان فالكنيير - الحاكم العام (1695-1751)

وفي الثلاثينيات من القرن الثامن عشر تم التشديد على قانون الترحيل بعد انتشار مرض الملاريا الذي تسبب في قتل الآلاف، والذي قتل أيضاً الحاكم العام الهولندي ديرك فان كلون. وبالنسبة للمؤرخ الإندونيسي بيني سيتيونو بعد انتشار هذا المرض زاد شك وكره الإندونيسيين الأصليين والهولنديين اتجاه الإندونيسيين الصينيين الذين أزدادوا عدداً وثراءً. وبالتالي قام المفوض لشئون المجتمع المحلي الذي يُدعى روي فرديناند بسن قانون، بأوامر من أدريان فالكنيير، في 25 يوليو 1740 يقوم بترحيل الصينيين الذين تحوم حولهم الشُبهات إلى مدينة سيلان (سريلانكا حالياً) ويقوموا بزرع القرفة هناك. وقام الموظفون الهولنديون الفاسدون بابتزاز الصينيين الأغنياء من خلال تهديدهم بالترحيل. ولاحظ توماس ستامفورد رافلز، المستكشف الأنجليزي ومؤرخ جاوة، بعض حسابات الجاويين البنكية، أن القائد الصيني: ني هو كونج (المعين من قبل الهولنديين) في باتافيا يأمر الهولنديين بترحيل أي صيني يرتدي رداء لونه أسود أو أزرق بحجة أنه فقير. وانتشرت الإشاعات أن المترحليين لا يتم أخذهم إلى مكان محدد بل يتم إلقاءهم خارج جاوة في البحر. وفي بعض الحالات كانوا يموتون بسبب أعمال الشغب التي كانت تحدث على بعض السفن. وقد أدى ترحيل الصينيين إلى إثارة غضب الصينيين الباقيين مما دفع بعضهم إلى هجر أعمالهم.
وفي نفس الوقت، إزدادت عدم ثقة السكان الأصليين لمدينة بتافيا، بمن فيهم من الخادمين الذين ينتمون إلى الجماعات العرقية البيتاوية، بالصينيين. وقد لعبت الحالة الاقتصادية دوراً مهماً في هذا. وذلك لأن معظم السكان الأصليين كانوا فقراء بينما يحتل الصينيون مكانة عالية في البلاد ويزدادون ثراءً. وبالرغم من أن المؤرخ الهولندي أ.ن. باسمان وصف الصينيون، في هذا الوقت، ب «يهود آسيا» ، إلا أن الوضع كان أكثر تعقيداً من هذا. الكثير من الصينيين الفقراء الذين كانوا يعيشون في باتافيا، ويعملون في طواحين السكر، كانوا يشعرون بإستغلالهم من قبل الطبقة الراقية الهولندية والصينية على حد سواء. امتلك الصينيون طواحين السكر وتربحوا من الزراعة وعملوا أيضاً في النقل البحري. واكتسبوا من الطحن، وتقطير العرق، وهو مشروب كحولي يصنع من دبس السكر. ولكن علية التجار الهولنديين قاموا بتحديد أسعار السكر مما أشاع عدم الرضا. وذلك لأن انخفاض أسعار السكر في العالم خلال 1720، كان بسبب ازدياد صادرات السكر إلى أوروبا والتنافس من قبل الهند الشرقية. صناعة السكر واجهت الكثير من المشاكل في الهند الشرقية. في 1740، إنخفضت أسعار السكر العالمية ضعف انخفاضها في 1720. ولأن السكر هو من أكبر صادرات باتافيا، أدى هذا إلى كثير من المشاكل الاقتصادية لهذه المستعمرة.
بدايةً بعض أعضاء المجلس الهندي اعتقدوا أن الصينيون لن يُهاجموا باتافيا أبداً، وبعض التدابير الكبيرة التي تم إتخاذها للسيطرة على الصينيين تمت مواجهتها من خلال فصيل قاده منافس فالكنير السياسي وهو جوستاف ويليم فان أيمهوف، الحاكم السابق لمدينة زيلان، الذي رجع إلى باتافيا عام 1738. ووصلت أعداد هائلة من الصينيين إلى خارج باتافيا بجانب أماكن السكن. ولكن في 26 سبتمبر دعى فالكنير إلى اجتماع طارئ للمجلس، ومن خلاله أعطى أوامر بالتصدي لإحتجاجات الإندونيسيين الصينيين بإطلاق النار. واستمرت هذه السياسة ليتصدى لها من قبل فصيل فان ايمهوف. وأكد فيرميولين (1938)أن المشاكل بين هذين الفصيلين الإستعمارين لعبوا دوراً كبيراً في المجزرة التي تلت بعد ذلك.
وفي ليلة 10 أكتوبر، استقبل فالكنير بعض التقارير التي تفيد تجمع الآلاف من الصينيين خارج البوابة، الذين تمت إثارتهم بقراراته التي إتخذها في الاجتماع الطارئ الذي عُقد قبلها بخمسة أيام. هذا التقرير تم إستقباله بالشك من جانب فالكنير والمجلس. ولكن بعد مقتل شاويش بالي الجنسية من قبل الصينيين الرابضين خارج الأبواب، قرر المجلس إتخاذ بعض القرارات الغير عادية وأن يقوموا بتشديد الحراسة. وتم إرسال مجموعتين مكونين من 50 أوروبي وبعض السكان الأصليين الذين يعملون كحمالين إلى المناطق الجنوبية والشرقية للمدينة. وخُطة الهجوم تم تنظيمها.

## الحادثة

### المجزرة
بعد ثورة مجموعة من الصينيين الذين يعملون في طواحين السكر باستخدام الأسلحة لحرق ونهب تلك الطواحين، قام المئات من الصينيين الاندونيسيين، المشكوك فيهم بقيادة الكابتن الصيني ني هو كونج، بقتل 50 جندي هولندي في بلدة تسمى «جاتينجارا» الموجودة في شرق جاكارتا وفي بلدة «تاناه أبانج» الموجودة في وسط جاكارتا في يوم السابع من أكتوبر. وكرد فعل غاضب من الجهة الهولندية، تم إرسال 1800 من القوات المنظمة معهم ميليشيا هولندية واحدى عشرة كتيبة من الجنود لإيقاف هذه الثورة؛ فرضوا حظر التجول وأوقفوا الاستعدادات لإقامة المهرجان الصين. وخوفاً من مؤامرة الصينيين ضد المستعمرين من خلال ضوء الشموع، فتم منع الصينيين، الذين يعيشون داخل حائط المدينة، من إضاءة الشموع أو من حمل أصغر سكاكين المطبخ. وفي اليوم التالي، تصدت القوات الهولندية لهجوم شنه عشرة آلاف من الصينيين الاندونيسيين، بقيادة بعض المجموعات من مدينة «تانجيرانج» الموجودة في مقاطعة بانتين في اندونيسيا ومن مدينة بيكاسي في غرب جاوة في اندونيسيا، خارج حائط المدينة. المؤرخ رافلز كتب أن من قُتل من الصينيين في هذا الهجوم يبلغ عددهم 1798. نتيجة لذلك أعلن فولكنير عن اجتماع للمجلس في يوم 9 من أكتوبر.

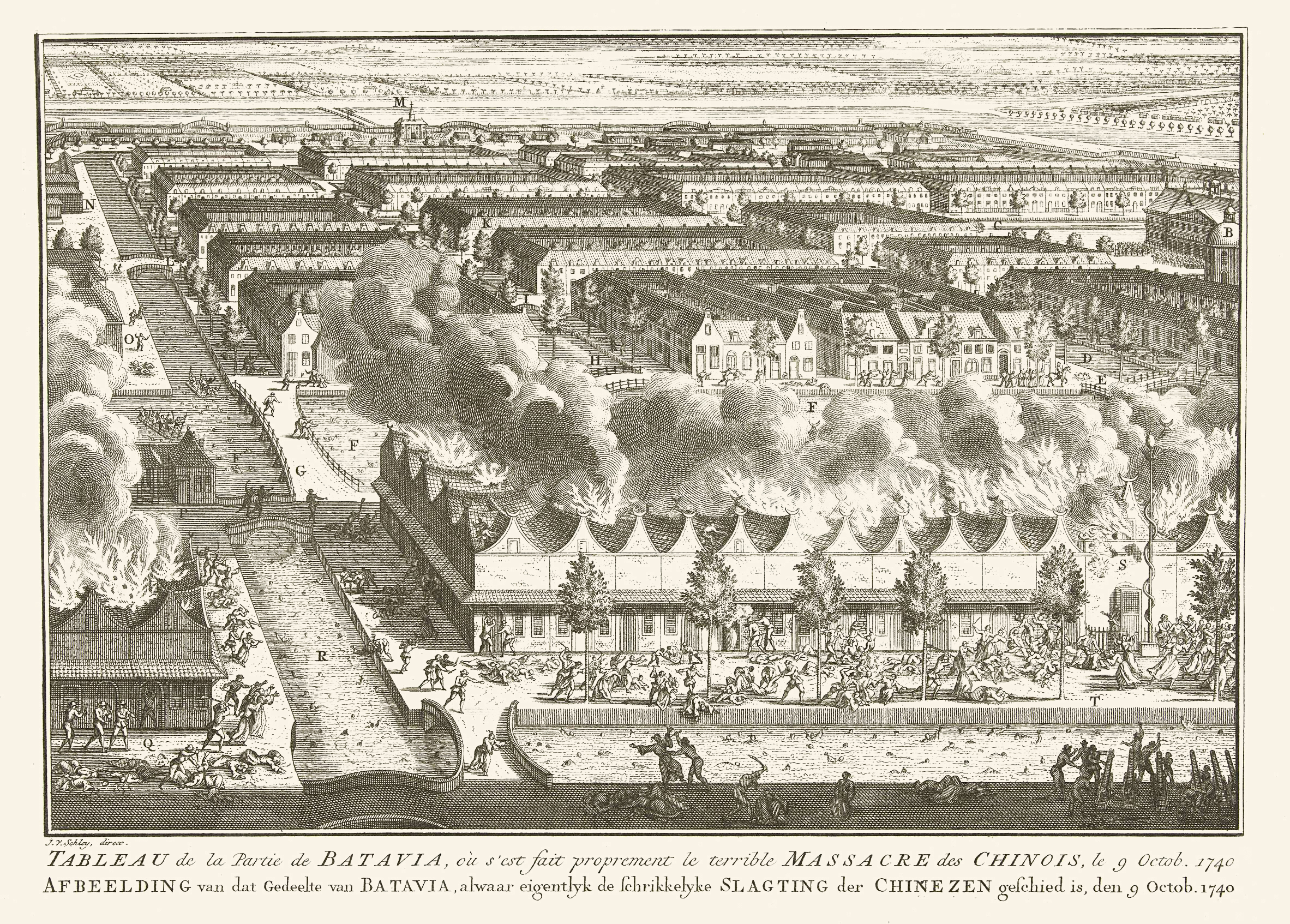
مجزرة باتافيا

في خلال ذلك الوقت، انتشرت الاشاعات بين الصينيين الاندونيسيين في باتافيا، ممن فيهم العبيد في مدينة بالي، سولاوسي و«بوجيس» وقوات من بالي، أن الصينيين يخططون لقتلهم واغتصابهم ولاستعبادهم. تلك المجموعة من الصينيين احرقوا بيوت الصينيين الاندونيسيين التي تقع بجانب المجرى النهري «بيسار» كتصرُف وقائي. أتبعتها القوات الهولندية بشن هجوم على مساكن الصينيين التي تقع في باتافيا وقتلوا أهلها وأشعلوا فيها النيران. وقد كتب السياسي الهولندي «هيوفيل» أن الحوامل والأطفال والكبار السن الذين يعانون من الشيخوخة قتلوا بالسيوف بلا رحمة، وذُبح المساجين مثلما تُذبح الخرفان.
القوات التي تحت قيادة الملازم «فان سوكتيلين» وكابتين «جان فان أووستين»، الناجي من تاناه أبانج، تمركزوا في مقاطعة صينية، سوكتيلين ورجاله أتخذوا أماكنهم في سوق للدواجن وفان أووستين ورجاله بجانب نهر. في غضون الخامسة مساءً، قاموا بإطلاق النار على مساكن الصينيين وأحرقوها باستخدام المدافع. بعض الصينيين مات حرقاً في هذه البيوت، وبعضهم قُتل بالرصاص أثناء خروجهم من هذه البيوت بينما البعض الآخر قام بالانتحار لشد ما وصل به اليأس من النجاة. وأيضاً تم إطلاق الرصاص على أي فرد حاول الوصول إلى تلك المنطقة من خلال المراكب الهولندية المتربصة في النهر. وبعض الكتائب الأخرى ظلت تبحث بين هذه البيوت المحرقة لقتل أي صيني نجا من هذا الحادث. انتشرت الأخبار عن هذا الحادث في كل المدينة. وقد عقب فيرميولين أن مرتكبي هذا الحادث كانوا ملاحين وفئة من المجتمع خارجة عن القانون. وخلال هذه الفترة، ارتفعت نسبة النهب ومصادرة الأملاك.
أستمرت الأعمال العنفية لثاني يوم، حيث تم سحب المرضى الصينيين إلى خارج المستشفى وتم قتلهم. وفي غضون ذلك، تم اغتيال «ميلاتي» بواسطة مجموعة من الأشخاص تتكون من 800 جندي هولندي وألفين شخصاً من السكان الأصليين، حيث تم تقييد الصينيين الذين نجو تحت قيادة «باندجانج». بالرغم من نقل الصينيين إلى منطقة بجانب «بانينجران»، تم نقلهم خارج تلك المنطقة بواسطة القوات الهولندية. بلغت الخسائر نتيجة لهذين الهجومين نحو 450 قتيل هولندي و800 قتيل صيني.

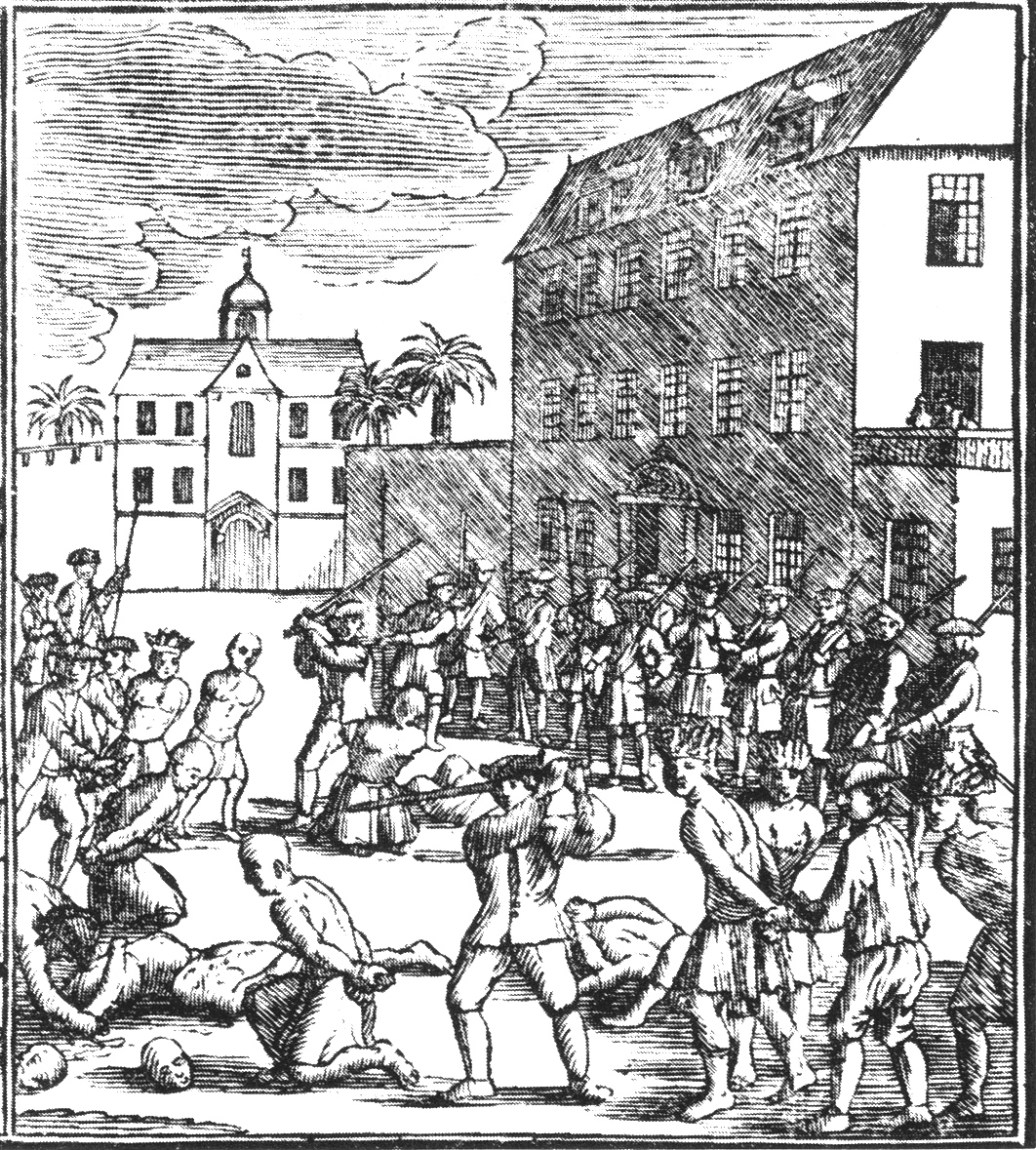
المساجين الصينيون الذين ذُبحوا بواسطة الهولنديين في 10 أكتوبر 1740

### امتداد للعنف والوحشية
وقد أمر فولكنير المسؤلين في الحادي عشر من أكتوبر بالسيطرة على الكتائب ووقف أعمال النهب والسرقة. وبعد يومين، حدد المجلس مكافأة بأثنين دوقت لكل زعيم صيني يتم تسليمه للقوات الهولندية كحافز للمجموعات الاثنية للمساعدة في التطهير. ونتيجة لهذا، تم القبض على مجموعات من الاندونيسيين الصينيين، الذين أستطاعوا أن ينجوا من الحادث الأول، بواسطة مجموعات من العناصر الخارجة عن القانون، والذين قاموا بقتل هؤلاء الصينيون لهذه المكافأة المادية. وعمل الهولنديين جانباًإلى جانب السكان الأصليين في مختلف المناطق في باتافيا؛ وتم إرسال«البوغيس الإثنية» ومجموعة بالية من رماة القنابل لدعم وتقوية القوات الهولندية في الرابع عشر من أكتوبر. وقد أمر فالكنيير في الثاني والعشرين من أكتوبر بوقف كل عمليات القتل. وفي خطاب طويل له كتبه، ألقى كل اللوم بكل هذا الشغب على المعترضين الصينيين. وقد عرض فالكنيير الصفح العام لكل الصينيين ما عدا الزعماء الذين يحثون على الشغب، ولهؤلاء عرض فالكنيير مكافأة لمن يأتي له برأسهم تبلغ 500 رايشستالر.
واستمرت المناوشات خارج الجدران بين المعترضين الصينيين والهولنديين. وفي الخامس والعشرين من أكتوبر بعد استمرار المناوشات الصغيرة لمدة أسبوعين، أقترب 500 من الصينيين المسلحين إلى مدينة «كادوونج» بغرب جاكارتا. ولكن تصدى لهم الجنود الفرسان تحت قيادة «كريستوفيل مول»، «دانييل شييتز» و«دونكير». وفي اليوم التالي، سارالجنود الفرسان، الذين يتكونون من 1594 هولندي وقوات السكان الأصليين، إلى أحصان المتمردين في طاحونة سكر في مدينة «سالابدجانج». في البداية، تجمعوا بجانب الأشجار ثم أشعلوا النيران في الطاحونة والمتمردين بداخلها. وأيضاً طاحونة أخرى في «رينجي» تم الاستيلاء عليها وحرقها بنفس الطريقة من مجموعة أخرى. وخوفاً من قدوم الهولنديين، تقهقر الصينيون إلى طاحونة في «ميلايو» التي يفصلها عن «سلبادجانج» أربع ساعات؛ وقد سقط هذا الحصن تحت سيطرة كتيبة بقيادة «جان جورج كروميل». وبعد الانتصار على الصينيين، رجع الهولنديون إلى باتافيا. وفي ذلك الوقت زحف الهاربون الصينيون من الشرق إلى شمال ساحل «جاوة» بعد أن تم منعهم من الذهاب غرباً من قبل 3000 كتيبة من كتائب سلطنة «بانتين». وفي الثلاثين من أكتوبر انتشرت الاخبار بوصول الصينيين إلى «تانجيرانج».
ولقد وصل لكروميل الأوامر بوقف إطلاق النار في الثاني من نوفمبر، والذي ترتب عليه ذهابه هو ورجاله إلى باتافيا بعد وضع مجموعة تتكون من خمسين رجلاً في «كادو وانج». وعند وصولهم في المساء، لم يجدوا صينياً يقف عند حوائط المدينة. وفي الثامن من نوفمبر، بعثت سلطنة سيريبون كتائب تتراوح أعدادها ما بين ألفين وثلاثة آلاف كتيبة لدعم وحماية المدينة.واستمر دعم وتسليح المدينة حتى الثامن والعشرين من نوفمبر، وآخر كتيبة وقفت للحماية كانت في نهاية ذلك الشهر.

## ما بعد ذلك
تُقدر كثير من الإحصاءات أن عدد الضحايا الصينيين وصل إلى عشرة آلاف قتيل في جدران مدينة باتافيا، وحوالي 500 مصابين بإصابات خطيرة. ويتراوح عدد مساكن الصينيين التي تم الهجوم عليها ونهبها وحرقها ما بين 600 و700 بيت. قدر فيرميولين عدد الناجيين 600 شخصاً. بينما قدر عالِم إندونيسي أن عدد الناجيين وصل إلى ثلاثة آلاف صيني. وقد أكد مؤرخ إندونيسي أن 500 سجين ومريض تم قتلهم وأن إجمالي عدد الناجيين يبلغ 3431 شخصاً صينياً. وهذه المجزرة تتبعتها فترة تبيح فيها قتل أي صيني إندونيسي في جاوة، مما أدى إلى مجازر أخرى في سمارانغ في عام 1741 وأخرى في سورابايا]] وجريسيك.

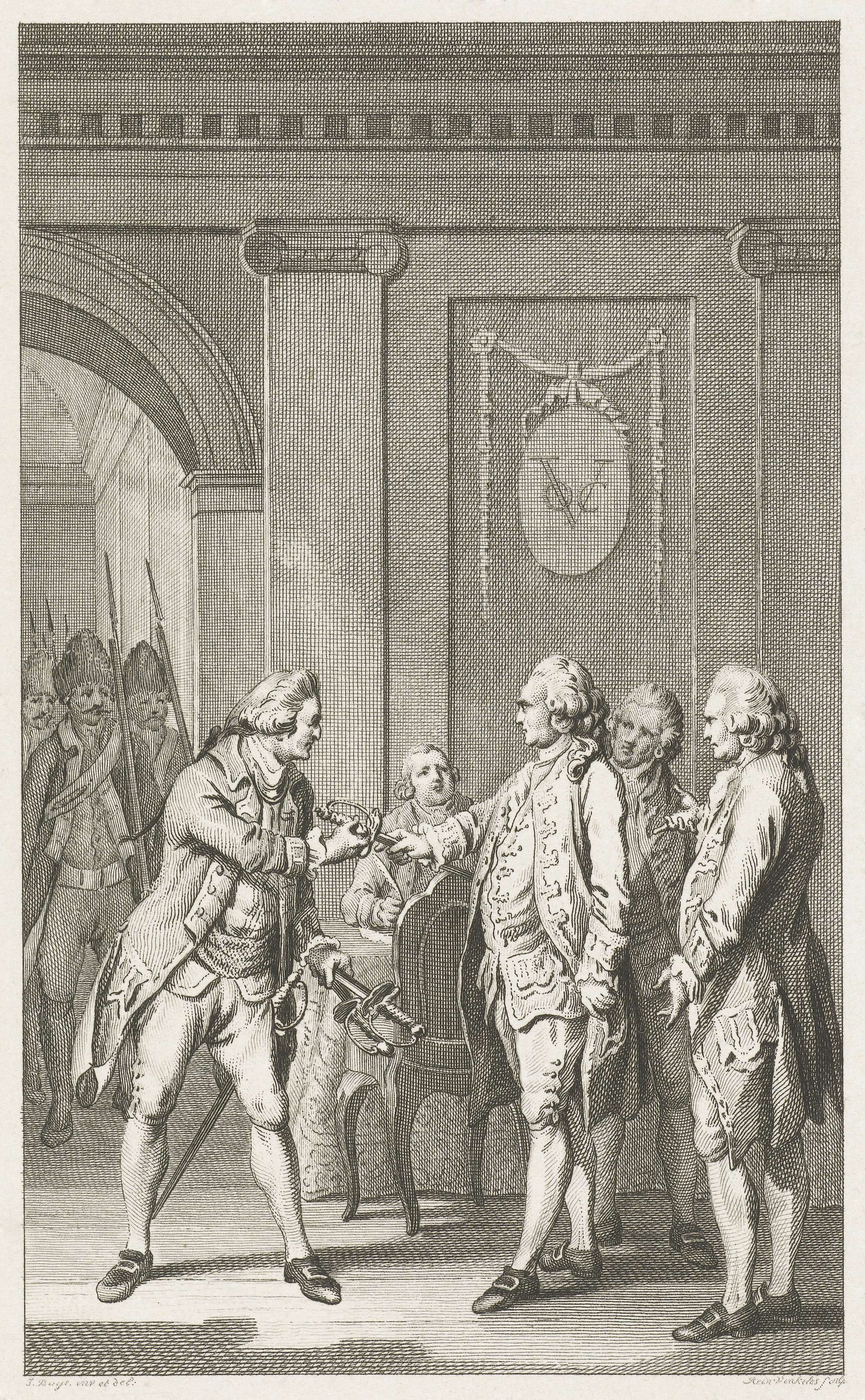
القبض على ثلاثة رجال من المجلس في باتافيا عام 1741

كجزء من وقف العنف تم نقل كل الإندونيسيين الصينيين من باتافيا إلى الحي الصيني؛ خارج حوائط مدينة باتافيا. وهذا أتاح للقوات الهولندية مراقبة الصينيين بسهولة أكثر. والجدير بالذكر أن الصينيين كانوا لا يستطيعون مغادرة هذا الحي بدون إذن خاص بالخروج. وبالرغم من أن معظهم رجعوا إلى باتافيا الداخلية في عام 1743؛ الكثير من التجار بدأوا بالعمل فيها. إلا أن الكثير من الصينيين الإندونيسيين هربوا إلى وسط جاوة، حيث قاموا بمهاجمة شواحن الهولنديين التجارية وبعد ذلك أنضموا إلى كتائب تحت قيادة سلطان جاوي يسمى ماتارام باكوبووانا الثاني. بالرغم من أن هذه الاعتراضات والمظاهرات تم إخمادها في عام 1743، إلا أن التصادمات استمرت في جاوة لمدة سبعة عشرة عاماً متتالية بدون انقطاع.
في السادس من أكتوبر عام 1740، تم القبض على «فان إيمهوف» واثنين من أعضاء المجلس بأمر من فالكنيير بتهمة عدم الولاء. وفي الثالث عشر من يناير تم إرسالهم إلى الأراضي الهولندية في سفن منفصلة؛ ووصلوافي التاسع عشر من شهر سبتمبر 1741. في هولندا، أقنع فان ايمهوف المجلس أن اللوم كله يقع على عاتق فالكنيير، أنه هو المسؤول عن المذبحة التي حدثت، وقد ألقى خطاباً شاملاً وكان عنوانه:«بحث عن أحوال الشركة الهند الشرقية الهولندية الجارية» في الرابع والعشرين من نوفمبر. نتيجة لهذا الخطاب، تم تبرئة فان ايمهوف وعضوية المجلس من التُهم المنسوبة إليهم. في السابع والعشرين من أكتوبر 1742 تم إرسال ايمهوف إلى باتافيا كحاكم عام جديد للهند الشرقية. وقد وصل إلى الهند في السادس والعشرين من مايو 1743

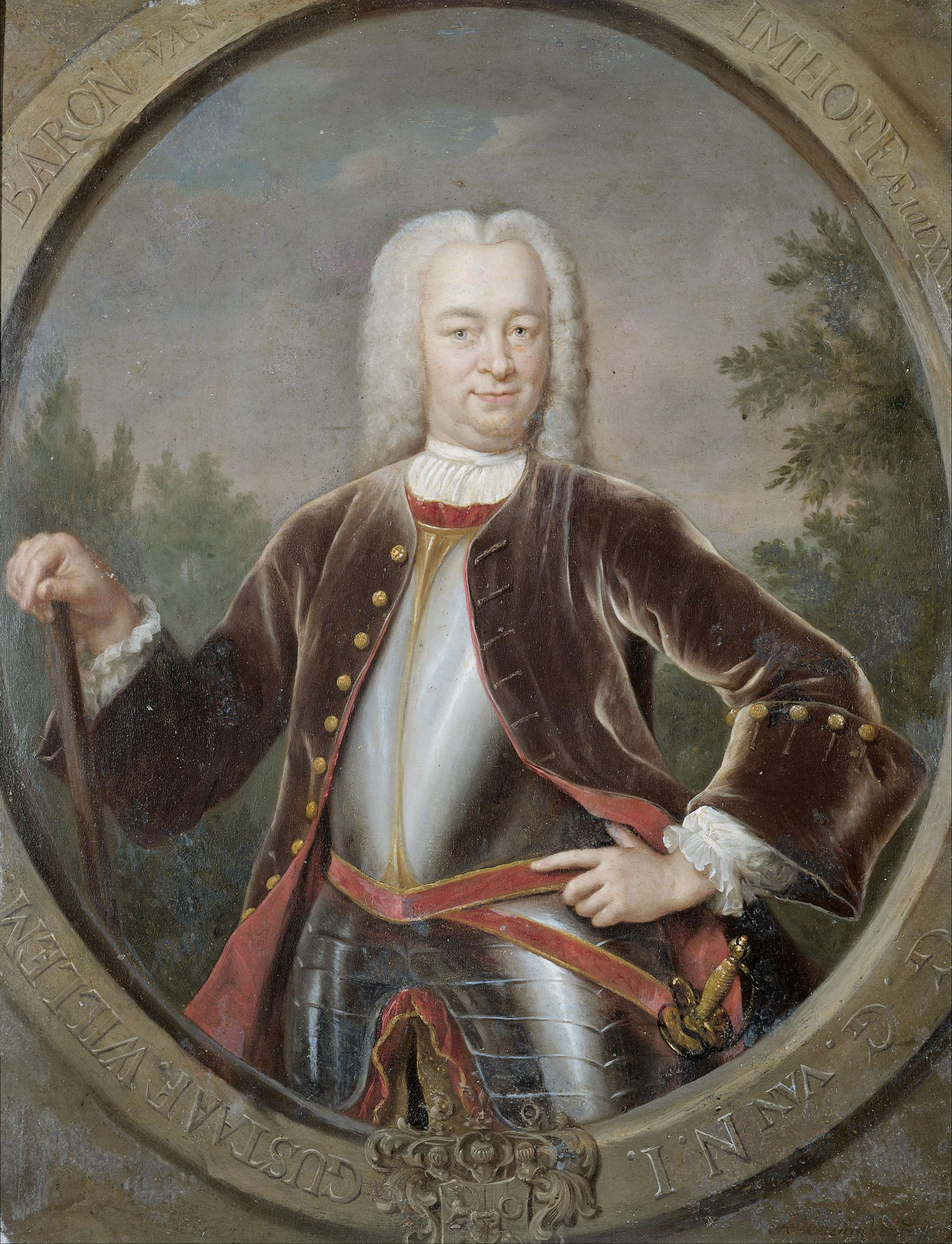
فان ايمهوف

في 1740، قد طُلٍب من فالكنيير استبداله. وفي فبراير 1741، استقبل خطاب يأمره بتعيين فان ايمهوف كخليفة له؛ رأي آخر يقول أن المُلاك التسعة للشركة الهندية الشرقية بعثوا له هذا الخطاب الذي يفسرون فيه انه تم استبدال فالكنيير بفان ايمهوف كعقاب لفالكنيير لأنه استورد الكثير من السكر والقليل من البُن في عام 1739 مما أدى إلى خسائر مادية فادحة. وخلال ذلك الوقت، فان ايمهوف كان في طريقه راجعاً إلى الأراضي الهولندية. غادر فالكنيير الهند في السادس من نوفمبر، بعد أن عين خليفة له مؤقت يُدعى «جوهانز ثيدين». وبعد أن أخذ الأمر بالمغادرة، ترك الهند إلى هولندا. وعند وصوله إلى كيب تاون، في الخامس والعشرين من يناير 1742، تم اعتقاله. وتم التحقيق معه بأوامر من حُكام الشركة الهندية الشرقية. وفي أغسطس 1742، تم إرسال فالكنيير إلى باتافيا، حيث تم اعتقاله في قلعة باتافيا، وبعد ثلاثة أشهر، تمت محاكمته في العديد من التُهم منها تورطه في مجزرة باتافيا. في مارس 1744، تم الحكم عليه بالإعدام وتمت مصادرة كل أملاكه. في ديسمبر 1744، أُعيدت المحاكمة بعد أن ألقى خطاباً طويلاً يؤكد فيه على براءته من هذه التُهم المنسوبة إليه. وطالب فالكنيير الحكونة الهولندية بالأدلة التي تثبت إدانته، ولكن وافته المنية في السجن العشرين من يونيو 1751 قيل انتهاء التحقيقات. ولكن في 1755 بعد موته، تم إثبات براءته وإلغاء عقوبة الإعدام. وصف فيرميولين التحقيقات بأنها غير عادلة مشتعلاً من الرأي العام في ذلك الوقت، وخصوصاً بعد أن تسلم أدريان ابن فالكنيير تعويضات تساوي 725 ألف جيلدر.
أيضاً تأثر إنتاج السكر بعد هذه المجزرة، بسبب قَتل بعض المنتجين الصينيين للسكر واختفاء البعض الآخر. بدأت الأوضاع تتحسن بعد أن احتل الحاكم العام الجديد فان ايمهوف مدينة تانجرانج. في البداية، أمر رجال بالمجئ من هولندا للعمل في الأرض؛ لاعتقاده بأن العٌمال الذي يعيشون في الهند الشرقية لا يصلحون للعمل لكسلهم. ولكن لم يستطع أن يجذب سكان جدد لهذه الأرض بسبب ارتفاع الضرائب، لذلك قام ببيعها لسكان من باتافيا. ولكن هؤلاء الملاك لم يريدوا أن يلوثو ايديهم، لذا قاموا بتأجيرها لأفراد إندونيسية صينية. نتيجة لهذا، تحسن الإنتاج وارتفع من بداية ستينيات القرن الثامن عشر ولكنه انخفض وكاد أن يختفي في بداية السبعينيات من نفس القرن. وأيضاً أعداد طواحين السكر قل عددها وتناقصت. كان يوجد في عام 1710، 131 طاحونة، وظلت تتناقص حتى بلغ عددهم 66 طاحونة في عام 1750.

## التأثير
وصف فيرميولين، في رسالة الدكتوراه، المجزرة بأكثر حادث صادم في عهد الاحتلال الهولندي. وأحد النُقاد قال أن هذا الحدث أثر في الأدب الهولندي بشدة؛ حيث كثير من الأشعار الهولندية التي ترجع إلى عام 1742 تستنكر هذه المجزرة منها أشعار للشاعر فان هارين وقصيدة مجهولة الكاتب، من المرجح انها لكاتب صيني. وأيضاً كتب رافلز في عام 1830 أن تاريخ الإنجازات الهولندية بعيد كل البعد عن الكمال أو الرضا.
كتب أحد المؤرخين الهولنديين أن هذه المجزرة أدت إلى امتداد باتافيا، وتدشين المصالحة السياسية لأجل مصلحة الوطن والتي أدت إلى انفصال فصيل الاندونيسيين الصينيين عن الجماعات الأخرى والتي أصبحت شئ محسوس في نهاية القرن العشرين. أيضاً المجزرة كان لها دور هام في تسمية العديد من المناطق في جاكارتا. وسبب تسمية منطقة تاناه أبانج (معناه: الأرض الحمراء) دماء الصينيين التي سالت على هذه الأرض؛ علق فان هيوفيل أن هذه التسمية كانت حل وسطي لاقناع الناجيين الصينيين بالصفح بسرعة. وأيضاً تسمية «راوا بانجاكي» التي تقع في شرق جاكارتا، يأتي معناها من كلمة اندونيسية عامية تعني «الجسد»، بسيب الكثير من أجساد الصينيين التي سقطت قتيلة على هذه الأرض. وأيضاً هذا ينطبق على مدينة «تانبورا».